# Eye to Eye (220 Volt)
Eye to Eye è il quarto album in studio del gruppo musicale svedese 220 Volt, pubblicato nel novembre 1988 dall'etichetta discografica Epic Records.

## Tracce
1. The Harder They Come – 3:53
2. I'm on Fire – 4:20
3. Beat of the Heart – 4:15
4. Eye to Eye – 3:47
5. Love Is all You Need – 4:09
6. Live It Up – 3:38
7. Dog Eat Dog – 3:11
8. Dangerous – 3:34
9. Still in Love – 4:08
10. Money Talks – 4:01

### Tracce bonus (versione giapponese)
1. On the Other Side – 3:35

### Tracce bonus (ristampa 2004)
1. On the Other Side – 3:35
2. Criminal – 4:01
3. Still In Love remix – 4:08

## Formazione
- Jocke Lundholm – voce
- Peter Olander – chitarra
- Mats Karlsson – chitarra
- Mike Larsson – basso
- Peter Hermansson – batteria